# Дом П. Л. Чардымова
Дом П. Л. Чардымова — уничтоженный памятник в стиле деревянного модерна в историческом центре Нижнего Новгорода. Построен в 1911 году по проекту нижегородского архитектора Сергея Александровича Левкова.
Дом занимал ответственное градостроительное положение на углу Сенной площади, формируя исторический фронт сплошной застройки старинной Офицерской слободы. Входил в комплекс исторического наследия нижегородской деревянной архитектуры XIX — начала XX веков. Являлся ярчайшим примером русского деревянного модерна с элементами русского народного стиля в деревянной резьбе, стиля, уникального для России.
Дом был доведён собственником — московской строительной фирмой и властями Нижегородской области и Нижнего Новгорода (разрешившими строительство огромного здания впритык к объекту культурного наследия, что запрещено законом) — до аварийного состояния и снесён в 2023 году. В настоящее время планируется его воссоздание.

## История

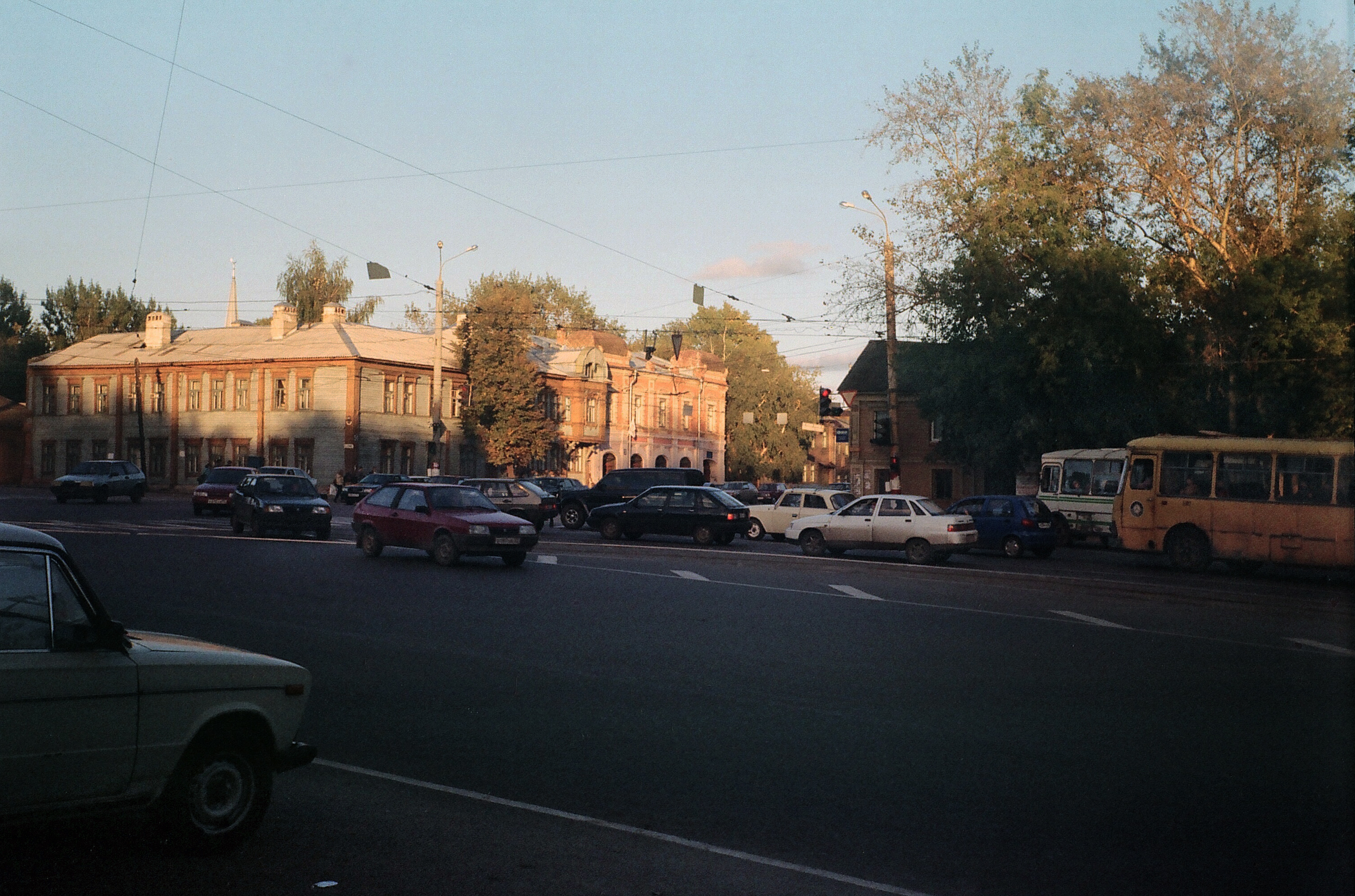
Усадьба Самгина-Чардымова (слева) в начале 2000-х годов

Участок под домом расположен в границах исторической территории Старый Нижний Новгород, ограничен старинными улицами Большой Печёрской (ранее — Старо-Солдатская или Полевая улица Солдатской слободы), Сеченова, Казанской набережной (бывшая Солдатская или Верхне-Солдатская) и восточной оконечностью Сенной площади (бывшая Старая Сенная). Район к востоку от современной Сенной площади начал застраиваться ещё в 1840-х годах, куда была перенесена Солдатская слобода, заселявшаяся уволенными в запас и инвалидами. Ранее они селились в конце Варварской улицы, где находились Старо-Солдатский (Ткачёва), Ново-Солдатский (Могилевича) переулки и Большая Солдатская (Володарского) улицы. Проект застройки слободы был разработан в 1839 году городовым архитектором Г. И. Кизеветтером.
Первоначально, в 1840-е — 1850-е годы, Солдатская слобода застраивалась одноэтажными деревянными домами по образцовым проектам с экстерьерами в духе позднего классицизма. Сохранившаяся до наших дней застройка бывшей Солдатской слободы относится к более позднему времени — концу XIX — началу XX веков. Район считался окраиной города, был неблагоустроенным и заселён представителями низших сословий — мещанами, ремесленниками, мелкими торговцами, переселившимися в город крестьянами. Позже слобода стала местом компактного проживания татар, в связи с чем в 1915 году на Верхне-Солдатской набережной по проекту архитектора П. А. Домбровского была возведена соборная мечеть.
Внутри района существовала своя дифференциация. Архитектура Большой Солдатской улицы (сегодня — часть Большой Печёрской улицы), на отрезке от Сенной площади до улицы Сеченова, контрастировала с застройкой других частей слободы, поскольку она считалась «визитной карточкой» Нижнего Новгорода со стороны Казанского тракта. Дома, построенные на этой улице, были чрезвычайно разнохарактерны, значительная их часть каменная или каменно-деревянная, покрытая штукатуркой, по архитектуре все они эклектичны. Только два дома (№ 54 и № 62) были выполнены в стиле модерн. Дом № 62 снесён, а сохранившийся № 54 — деревянный дом крестьянина П. Л. Чардымова.
Дом П. Л. Чардымова — одно из угловых зданий бывшей городской усадьбы, закреплявшей угол Сенной площади и Большой Печёрской улицы. Усадьба была отмечена на фиксационном плане Нижнего Новгорода 1852—1853 годов, включала деревянный дом, выходивший фасадом на улицу (на месте современного дома № 54), хозяйственные постройки и огород. В 1874 году домовладение принадлежало жене унтер-офицера Пелагее Ивановне Фомичевой и состояло из деревянных дома, флигеля и торговой лавки. В 1895 году усадьба была во владении у Константина Павловича Самгина, в её зданиях располагались торговая лавка и трактир. С начала XX века в усадьбе уже существовал двухэтажный деревянный дом, расположенный на углу участка (№ 54/3 по современной нумерации).
В 1910-е годы усадьба перешла во владение крестьянина Павла Леонтьевича Чердымова (Чардымова), который уже имел торговые лавки на Сенной площади. По его заказу архитектор С. А. Левков в 1911 году построил ныне существовавший дом № 54а (литер А), к которому вплотную примыкают: слева — бывший угловой деревянный дом (флигель) усадьбы Самгина (между зданиями нет брандмауэрной стены); справа — каменный дом М. Е. Башкирова.

### Утрата памятника
В наши дни дом П. Л. Чардымова находился в аварийном состоянии, так как впритык к нему органами власти было допущено строительство многоэтажного здания гостиницы (застройщик — «Волго-Вятская строительная компания»). Дом долгое время не эксплуатировался, не ремонтировался и был закрыт рекламными баннерами. В 2018 году его освободили от незаконной рекламной конструкции и позже изъяли у недобросовестного собственника, московской строительной фирмы «Стройальянс». Строящееся многоэтажное здание впоследствии было переоформлено как жилой комплекс «Парус»; работы по его завершению взяла на себя фирма «Добрострой».
Покупатели квартир долгое время уклонялись от обязанностей по содержанию объекта культурного наследия, Управление государственной охраны объектов культурного наследия Нижегородской области подало в суд иск. 26 апреля 2022 года Нижегородский районный суд удовлетворил иск управления. Было заявлено, что если владельцы квартир не будут обжаловать решение суда, то 6 июня оно вступит в законную силу, и договоры будут считаться ничтожными.
30 мая 2022 года дом Чардымова был подожжён при полном попустительстве местных властей (это не первый поджог деревянных исторических зданий в Нижнем Новгороде). По федеральному законодательству объект культурного наследия должен быть восстановлен. Соответствующие требования будут предъявлены Управлением государственной охраны объектов культурного наследия Нижегородской области к владельцам памятника.
13 августа 2023 года дом Чардымова был снесён, несмотря на то, что лицензия давала разрешение только на его консервацию.

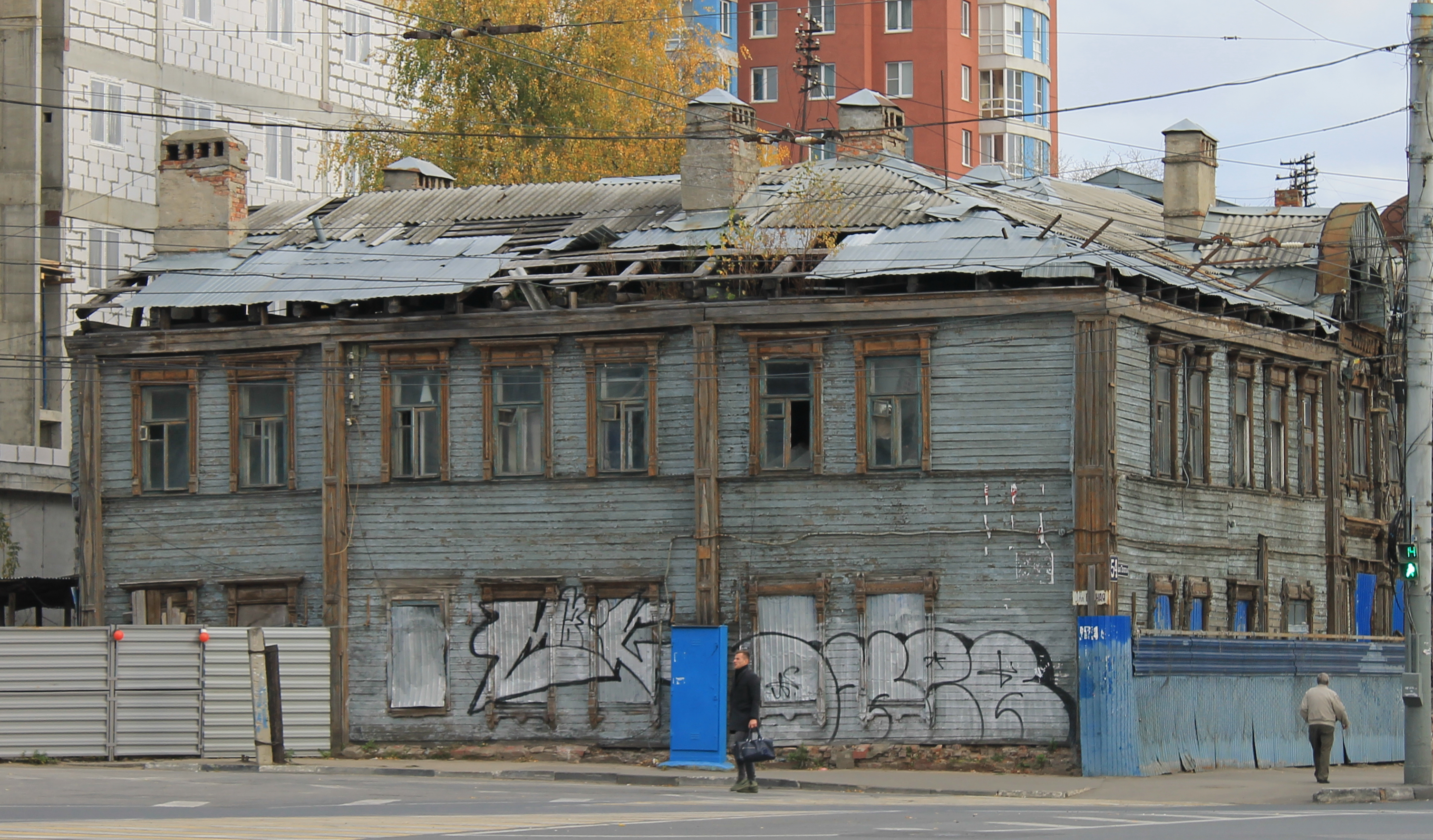
Вид на флигель усадьбы Самгина с Сенной площади, 2020 год
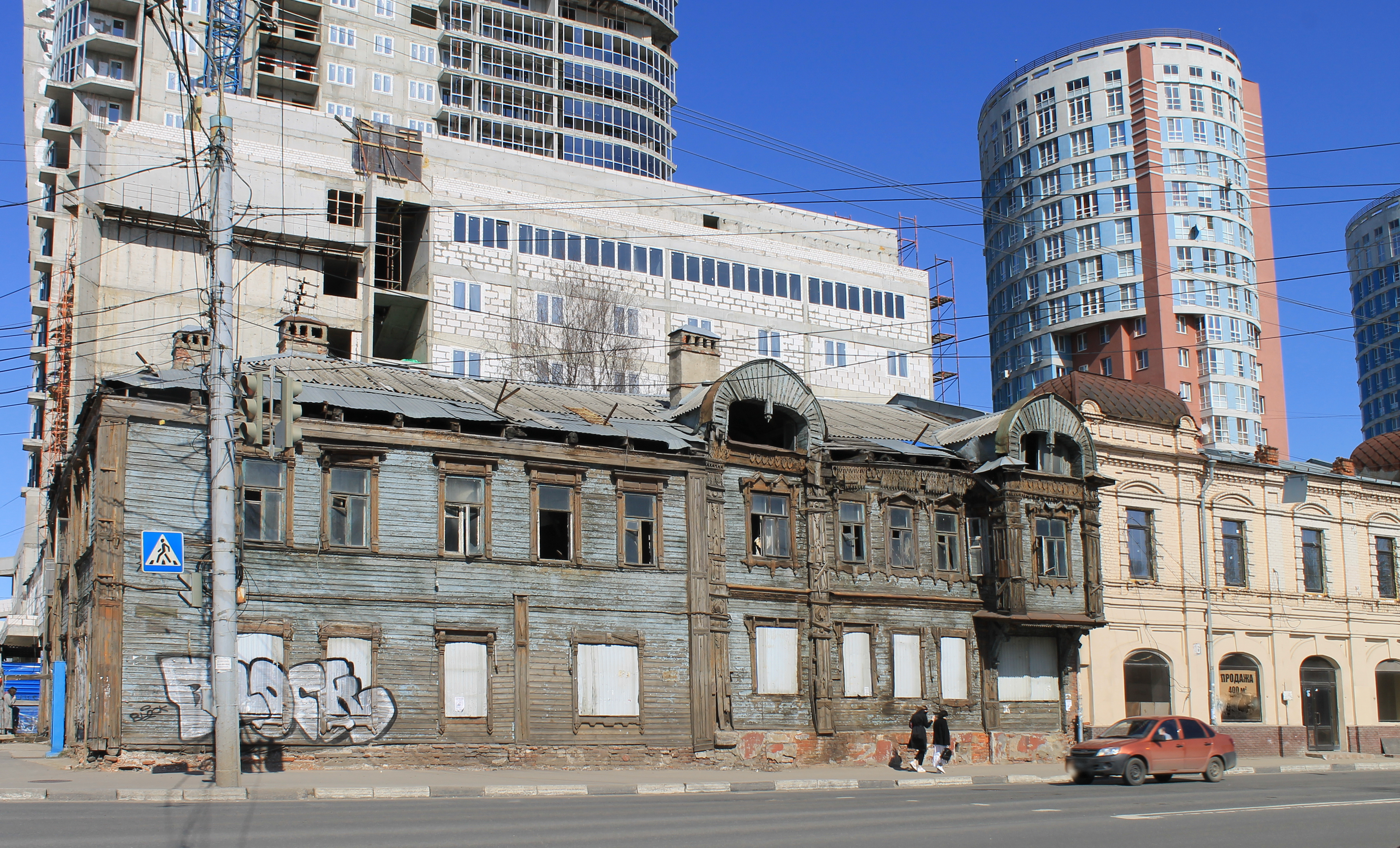
Фасады флигеля и дома Чардымова на фоне строящегося жилого комплекса, 2021 год
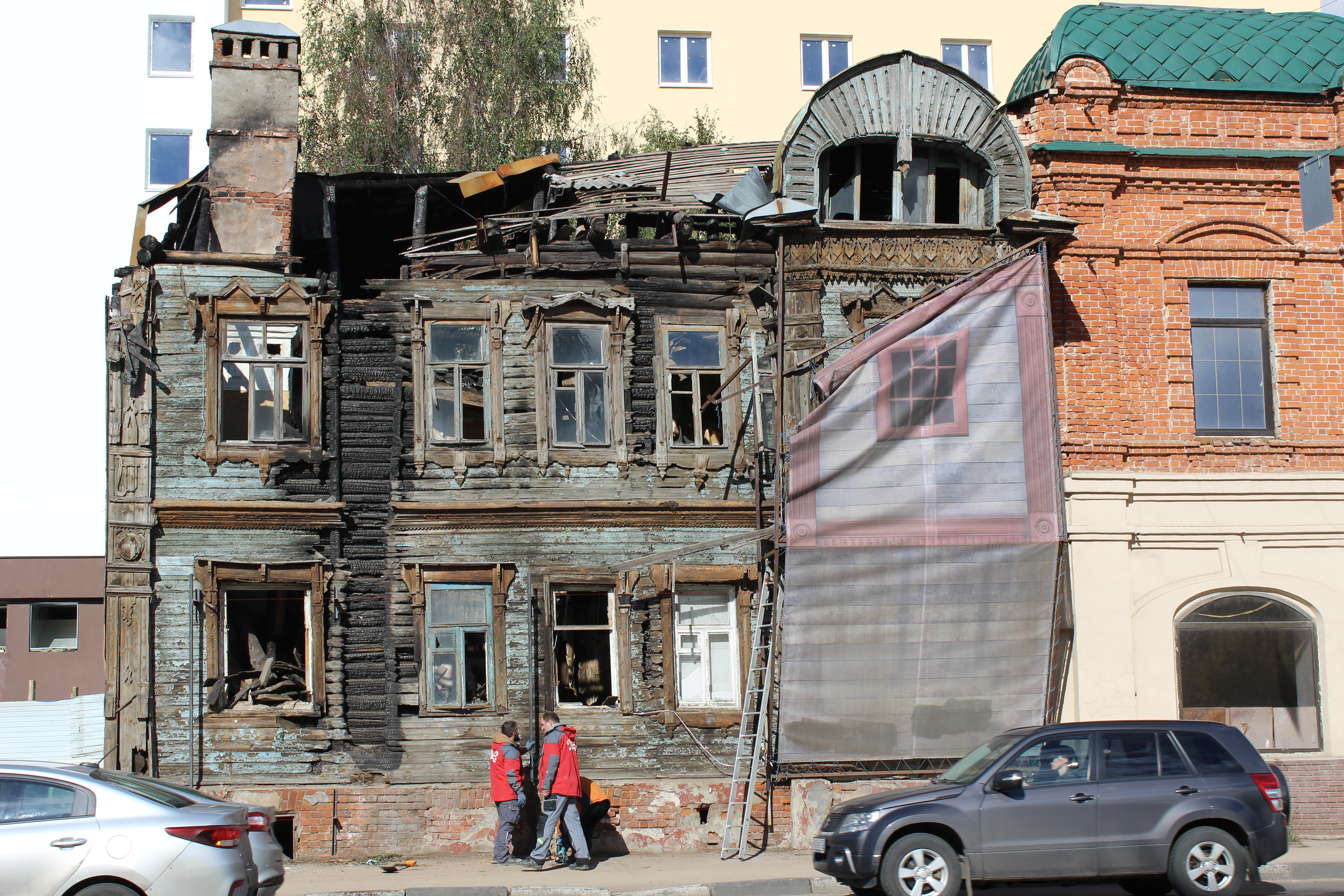
Дом Чардымова после поджога и разборки сгоревшего флигеля, сентябрь 2022 года
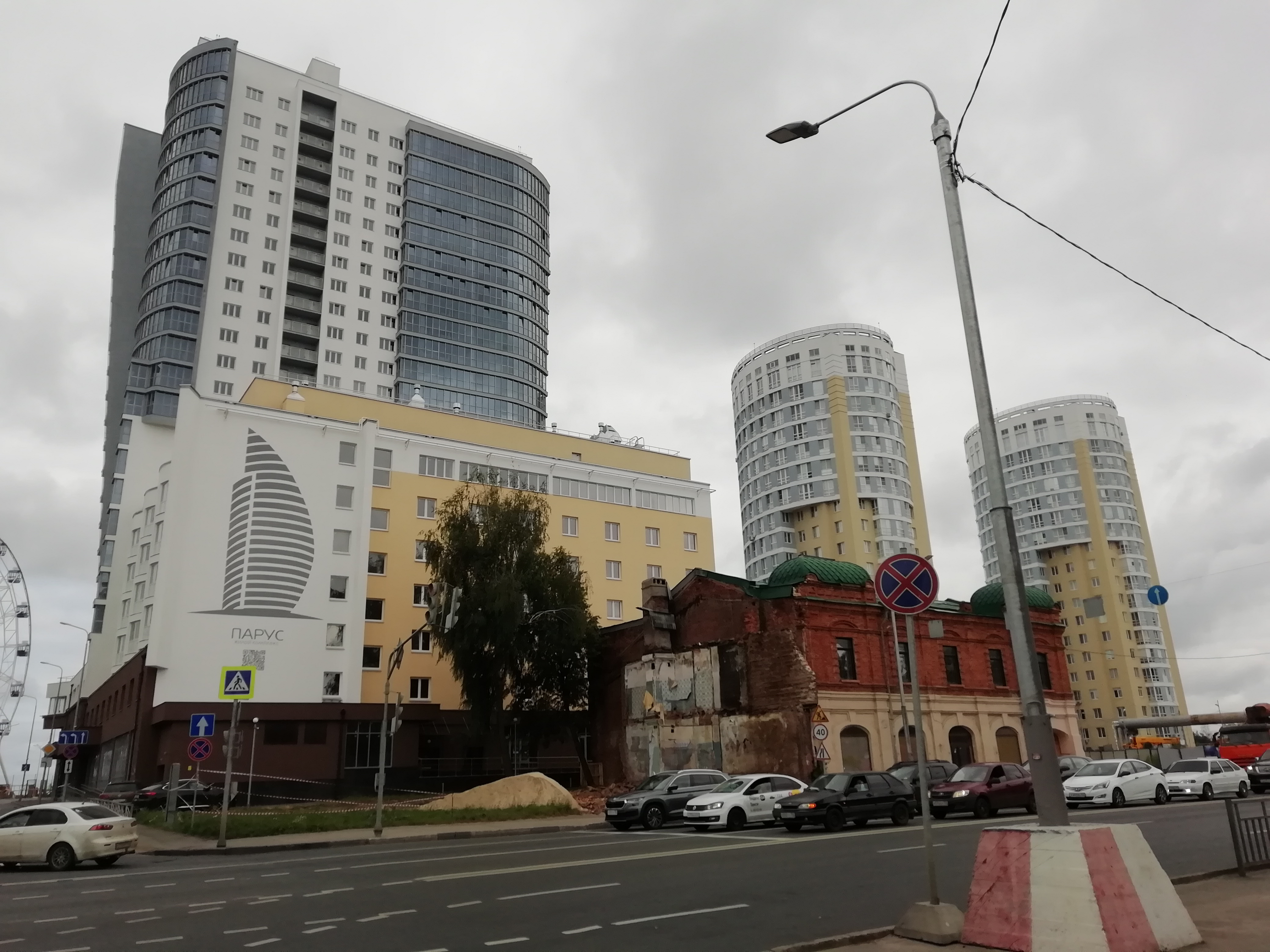
ЖК «Парус» и пустырь на месте дома Чардымова, август 2023 года

## Архитектура

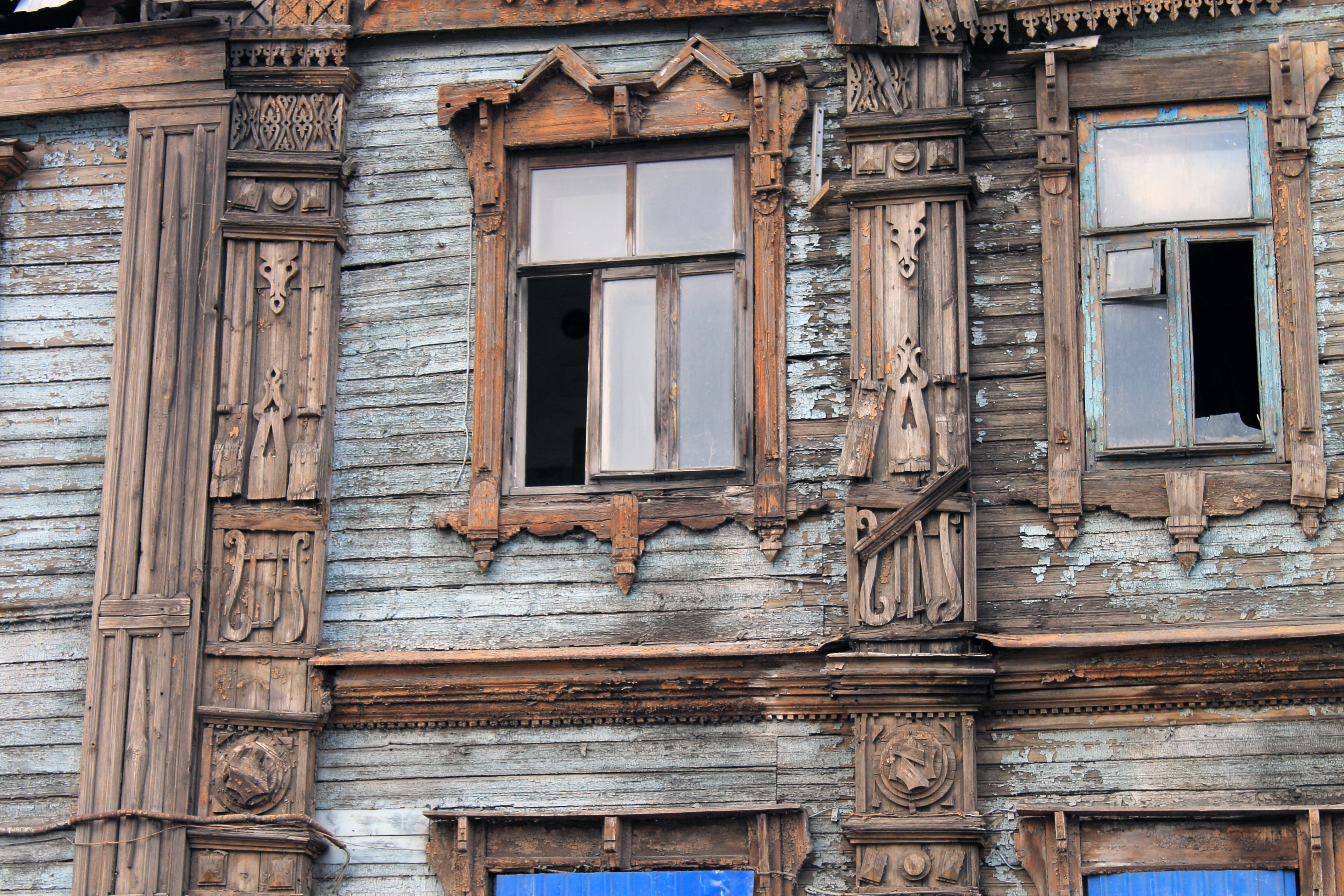
Элементы резного убранства

Дом является ярким примером нижегородского деревянного модерна. Двухэтажное, деревянное здание имело ярко выраженные оси симметрии по боковым слабо выступающим ризалитам, сохранившим активный дугообразный абрис со спаренными чердачными окнами. Ризалиты поднимались выше линии карниза, и их когда-то подчёркивали остроконечные деревянные шпили. Во втором этаже был установлен выступающий прямоугольный в плане эркер, поддерживаемый деревянными кронштейнами. Рисунок на фризовой доске носил растительный характер и напоминал чешуйки-листья. Лопатки украшены накладным декором в виде рисунков: лиры, стилизованного силуэта головы волка. Изображения животных, птиц и цветов были характерны для русского и нижегородского модерна. Оформление наличников окон скорее эклектично, хотя по проекту предполагалось их выполнение в стиле модерн.
Исследователь нижегородской деревянной архитектуры Е. Е. Мареева отмечала, что дом крестьянина П. Л. Чардымова служит примером сочетания приёмов рационального модерна и мотивов русского стиля, выступает выразительным акцентом в рядовой застройке исторической улицы. Наличники окон дома с сандриками в виде опирающегося на плечики щипца, «висячий» фризовый пояс, набранный из оформленных прорезным орнаментом планок — эти приёмы в архитектуре здания пришли из традиционного для городской деревянной застройки типа декора с элементами русского стиля.